# Zbór Kościoła Zielonoświątkowego „Betania” w Katowicach
Zbór Kościoła Zielonoświątkowego „Betania” w Katowicach – zbór ewangeliczny o charakterze zielonoświątkowym, działający na terenie Katowic. Należy do okręgu południowego Kościoła Zielonoświątkowego w RP. Kaplica zboru położona jest na terenie dzielnicy Załęże, przy ulicy Gliwickiej 267.

## Historia

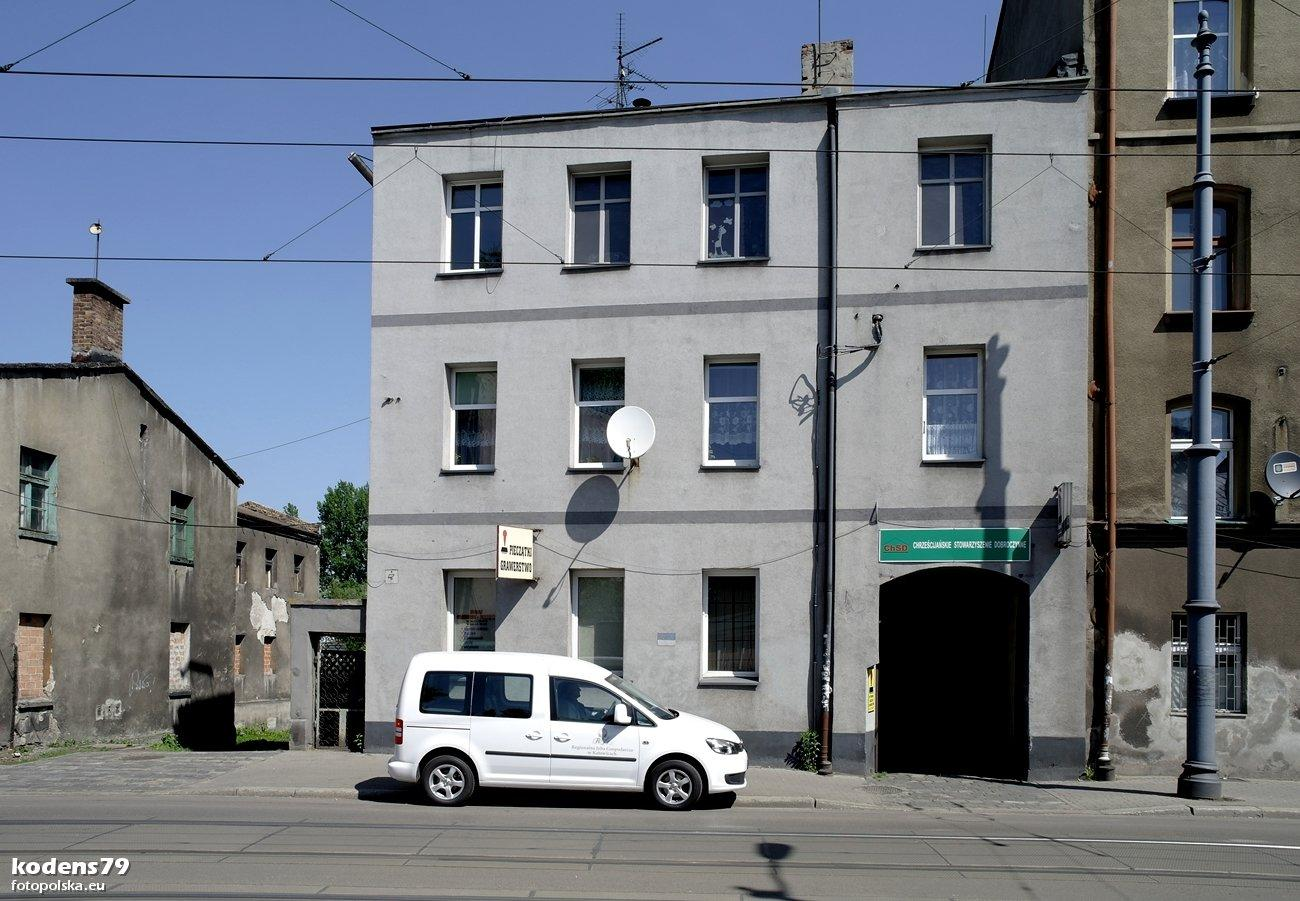
Kamienica przy ulicy Gliwickiej 89 w Katowicach – w niej znajdowała się pierwsza placówka wspólnoty Kościoła zielonoświątkowego w Katowicach

Pierwsze działania na rzecz założenia kościoła zielonoświątkowego w Katowicach zorganizowano 17 grudnia 1973 roku. Wówczas to 22 członków chorzowskiego zboru piśmie do Prezydium Rady Zjednoczonego Kościoła Ewangelicznego w PRL-u złożyło wniosek o zarejestrowanie zboru w Katowicach. Zezwolenie na utworzenie placówki w mieszkaniu Ferdynanda Karela przy ulicy Gliwickiej 89 w Katowicach otrzymano 10 czerwca 1975 roku z Urzędu Wojewódzkiego w Katowicach. Ferdynand Karel przystosował w swoim mieszkaniu dwa pokoje na potrzeby zboru, tworząc pomieszczenie dla 30 osób. Pierwsze oficjalne nabożeństwo w tym miejscu odbyło się 10 czerwca 1975 roku, a rok później w Sosnowcu odprawiono pierwszy chrzest czterech członków katowickiego zboru. 15 czerwca 1976 roku placówka w Katowicach została przekształcona w samodzielny zbór. Pierwszym pastorem został wówczas Ferdynand Karel, a jego zastępcą Paweł Pieczko.
W związku dalszym z rozwojem wspólnoty zielonoświątkowców mieszkanie Karela stało się zbyt małe. Od 14 października 1976 roku nową siedzibą został dom na terenie kolonii I. Mościckiego, lecz on również był za mały, dlatego też 19 listopada 1981 roku podjęto decyzję o zakupie nowego lokalu. W tym samym miesiącu przyznano zborowi działkę przy ulicy Gliwickiej 267 pod budowę własnej świątyni. 11 grudnia 1981 roku warsztat ślusarski mieszczący przy ulicy Gliwickiej 89 został nową siedzibą zboru, w której gromadzono się od 1982 roku. 8 października 1982 roku Urząd Wojewódzki w Katowicach został poinformowany o otwarciu kaplicy o nazwie „Betania”. Od tego czasu wspólnota zielonoświątkowców stale się rozwijała. Z inicjatywy Ryszarda Wołkiewicza została otwarta Szkoła Biblijna Betania w Katowicach.
W październiku 1989 roku rozpoczęto budowę obecnej siedziby zboru. Pierwsze nabożeństwo w nowej świątyni odbyło się w czerwcu 1996 roku, natomiast od grudnia 1997 roku odbywają się one w sali głównej. Projekt kaplicy wykonał Kazimierz Poniatowski. W 1990 roku ze zboru oddzieliła się grupa około 50 mieszkańców Jaworzna, którzy utworzyli własną wspólnotę zielonoświątkową w swoim mieście.
W dniu 12 czerwca 2000 roku zbór „Betania” zorganizował Kongres Zielonoświątkowy Zborów Okręgu Południowego. Był to czwarty tego typu kongres zorganizowany dla zielonoświątkowców z okręgu południowego. Były one związane z obchodami 25-lecia zboru „Betania”. Zjazd został zorganizowany na stadionie Ruchu Chorzów.
Na koniec 2010 roku zbór skupiał 407 wiernych, w tym 287 ochrzczonych członków.

## Działalność
W kaplicy główne nabożeństwo odprawiane jest w każdą niedzielę o godzinie 10:00, a we wtorki prowadzone jest nauczanie Słowa Bożego. W kaplicy odbywają się również inne spotkania, w tym dla młodzieży i osób starszych oraz spotkania modlitewne. Znajduje się tu punkt katechetyczny, w których organizowana jest szkółka niedzielna dla dzieci. W zborze „Betania” działa kilka grup muzycznych, a także chór. Przy „Betanii” powstała grupa harcerzy w ramach stowarzyszenia Royal Rangers Polska. Prócz zbiórek organizowane są imprezy okolicznościowe, a także wyjazdy.
Zbór „Betania” prowadzi również aktywność społeczną i kulturalną na terenie Katowic i Górnego Śląska. Poprzez Towarzystwo Chrześcijańskie Tęcza prowadzi działania na rzecz zapobiegania i zwalczania skutków patologii społecznej. Ponadto zbór organizował wydarzenia, które były szeroko opisywane, w tym wizyta Davida Wilkersona w katowickim Spodku czy też Billy'ego Grahama.

## Kaplica
Kaplica zboru Kościoła Zielonoświątkowego „Betania” w Katowicach znajduje się na terenie dzielnicy Załęże, przy ulicy Gliwickiej 267. Powstała ona w latach 1989–1997. Jest ona zbudowana na planie koła o średnicy 40 m i pokryta jest kopułą posadowioną na rotundzie o wysokości 8,5 m, w której znajdują się dwie kondygnacje. Kopuła zaś jest czaszą o średnicy 39,6 m i pod względem średnicy w 2013 roku była największą w Polsce i trzecią w Europie. W świątyni prócz kaplicy znajdują się też inne pomieszczenia, w tym: salki katechetyczne, biblioteka, księgarnia, sala kominkowa, a także pomieszczenia socjalne i biurowe.
W obszarze, na którym wybudowano kaplicę, przed II wojną światową znajdowała się odkrywka, w której wydobywano piasek. Po zakończeniu wydobycia pozostały doły ze zbiornikami wody, które w 1945 roku zostały zasypane. Przed rozpoczęciem budowy kaplicy wykonano 25 otworów badawczych celem sprawdzenia stabilności gruntu. Budowę świątyni rozpoczęto w październiku 1989 roku. Kopułę na górnym pierścieniu rotundy umieszczono w listopadzie 1993 roku, a w czerwcu 1994 roku rozpoczęto jej nadmuchiwanie. W styczniu 1995 roku przystąpiono do prac we wnętrzu świątyni. Pierwsze nabożeństwo w sali głównej odbyło się w grudniu 1997 roku.